# 점박이곰치
점박이곰치(spotted moray)는 태평양과 인도양의 산호초 지대에서 발견되는 곰치이다. 학명은 김노토락스 인싱테에나(Gymnothorax isingteena).